# Elkhorn City
Elkhorn City is een plaats (city) in de Amerikaanse staat Kentucky, en valt bestuurlijk gezien onder Pike County.

## Demografie
Bij de volkstelling in 2000 werd het aantal inwoners vastgesteld op 1060.
In 2006 is het aantal inwoners door het United States Census Bureau geschat op 1028, een daling van 32 (-3,0%).

## Geografie
Volgens het United States Census Bureau beslaat de plaats een oppervlakte van
5,2 km², geheel bestaande uit land. Elkhorn City ligt op ongeveer 303 m boven zeeniveau.

## Plaatsen in de nabije omgeving
De onderstaande figuur toont nabijgelegen plaatsen in een straal van 24 km rond Elkhorn City.